# Bistum Manono
Das Bistum Manono (lat.: Dioecesis Manonensis, frz.: Diocèse de Manono) ist eine in der Demokratischen Republik Kongo gelegene römisch-katholische Diözese mit Sitz in Manono.

## Geschichte
Das Bistum Manono wurde am 24. April 1971 durch Papst Paul VI. mit der Apostolischen Konstitution Qui regno Christi aus Gebietsabtretungen der Bistümer Baudouinville, Kilwa und Kongolo errichtet und dem Erzbistum Lubumbashi als Suffraganbistum unterstellt.

## Bischöfe von Manono
- Gérard Ngoy Kabwe, 1972–1989
- Nestor Ngoy Katahwa, 1989–2000, dann Bischof von Kolwezi
- Vincent de Paul Kwanga Njubu, seit 2005